# Agapostemon obliquus
Agapostemon obliquus är en biart som först beskrevs av Léon Abel Provancher 1888.  Agapostemon obliquus ingår i släktet Agapostemon och familjen vägbin. Inga underarter finns listade i Catalogue of Life.